# The Fame Ball Tour
The Fame Ball Tour foi a primeira turnê da cantora e compositora norte-americana Lady Gaga. A turnê possui músicas do seu primeiro álbum de estúdio, The Fame, lançado em 2008, e uma música inédita, "Future Love". A turnê teve início no dia 12 de março de 2009, em San Diego, Califórnia. A turnê visitou a América do Norte, Oceania, Europa e Ásia. O show era composto por quatro blocos seguidos por vídeos de abertura.

## Atos de Abertura
- The White Tie Affair (Datas Selecionadas)
- Chester French (Datas Selecionadas)
- Cinema Bizarre (Datas Selecionadas)
- Gary Go (Europa)
- Hyper Crush (Europa)

## Setlist
Bloco I: Spider Shutter Dress
- "The Heart + Haus" (Introdução)

1. "Paparazzi"
2. "LoveGame" (Contém elementos de "Starstruck")
3. "Beautiful, Dirty, Rich"
4. "Starstruck" (Apenas em pockets shows)

Bloco II: Ziggy Stardust Motorcycle
- "The Brain" (Interlúdio)

1. "The Fame"
2. "Money Honey"

Bloco III: Bubble Dreams
1. "Eh, Eh (Nothing Else I Can Say)"
2. "Poker Face" (Acústico)
3. "Future Love" (Datas Selecionadas)

Bloco IV: The City (Metropolis)
- "The Face" (Interlúdio)

1. "Just Dance"
2. "Boys Boys Boys"
3. "Poker Face"

Bloco I: Spider Shutter Dress
- "The Heart + Haus" (Introdução)

1. "Paparazzi"
2. "LoveGame" (Contém elementos de "Starstruck")
3. "Beautiful, Dirty, Rich"

Bloco II: Ziggy Stardust Motorcycle
- "The Brain" (Interlúdio)

1. "The Fame"
2. "Money Honey"
3. "Boys Boys Boys"

Bloco III: The City (Metropolis)
- "The Face" (Interlúdio)

1. "Just Dance"

Bloco IV: Bubble Dreams
1. "Eh, Eh (Nothing Else I Can Say)"

- "Band Jam (Punk Rock Rave)" (Introdução)

1. "Brown Eyes"
2. "Poker Face" (Acústico)
3. "Poker Face"

## Datas da turnê
| Data                    | Cidade           | País           | Local                                         |
| ----------------------- | ---------------- | -------------- | --------------------------------------------- |
| América do Norte        |                  |                |                                               |
| 12 de Março de 2009     | San Diego        | Estados Unidos | House of Blues                                |
| 13 de Março de 2009     | Los Angeles      | Estados Unidos | Wiltern Theatre                               |
| 14 de Março de 2009     | San Francisco    | Estados Unidos | The Mezzanine                                 |
| 16 de Março de 2009     | Seattle          | Estados Unidos | Showbox Theater                               |
| 17 de Março de 2009     | Portland         | Estados Unidos | Wonder Ballroom                               |
| 18 de Março de 2009     | Vancouver        | Canadá         | Commondore Theatre                            |
| 21 de Março de 2009     | Englewood        | Estados Unidos | Gothic Theatre                                |
| 23 de Março de 2009     | Minneapolis      | Estados Unidos | OneLine Music Cafe                            |
| 24 de Março de 2009     | Chicago          | Estados Unidos | House of Blues                                |
| 25 de Março de 2009     | Royal Oak        | Estados Unidos | Royal Oak at Music Theatre                    |
| 26 de Março de 2009     | Kitchener        | Canadá         | Elements Nightclub Hall                       |
| 27 de Março de 2009     | Ottawa           | Canadá         | Bronson Centre Theatre                        |
| 28 de Março de 2009     | Montreal         | Canadá         | Metropolis Theatre                            |
| 30 de Março de 2009     | Boston           | Estados Unidos | House of Blues                                |
| 4 de Abril de 2009[a]   | Palm Springs     | Estados Unidos | Oasis Concert Hall                            |
| 6 de Abril de 2009      | Orlando          | Estados Unidos | House of Blues                                |
| 7 de Abril de 2009      | Tampa            | Estados Unidos | The Ritz Ybor                                 |
| 8 de Abril de 2009      | Fort Lauderdale  | Estados Unidos | Revolution Hall of Music                      |
| 11 de Abril de 2009[b]  | Palm Springs     | Estados Unidos | Covention Center                              |
| Europa                  |                  |                |                                               |
| 24 de Abril de 2009     | Leganés          | Espanha        | Multiusos La Cubierta                         |
| 25 de Abril de 2009     | Moscou           | Rússia         | Famous Club                                   |
| 28 de Abril de 2009[c]  | Stuttgart        | Alemanha       | Club Zapata                                   |
| América do Norte        |                  |                |                                               |
| 1 de Maio de 2009       | Filadélfia       | Estados Unidos | Electric Factory                              |
| 2 de Maio de 2009       | Nova York        | Estados Unidos | The Terminal 5                                |
| 3 de Maio de 2009[d]    | Springfield      | Estados Unidos | Northern Star Arena                           |
| 4 de Maio de 2009[e]    | Boston           | Estados Unidos | House of Blues                                |
| 6 de Maio de 2009[f]    | Austin           | Estados Unidos | Austin Music Hall                             |
| 8 de Maio de 2009[g]    | Chula Vista      | Estados Unidos | Cricket Wireless Amphitheatre                 |
| 9 de Maio de 2009[h]    | Irvine           | Estados Unidos | Verizon Wireless Amphitheatre                 |
| 10 de Maio de 2009[i]   | Sacramento       | Estados Unidos | Raley Field                                   |
| Oceania                 |                  |                |                                               |
| 16 de Maio de 2009[j]   | Auckland         | Nova Zelândia  | Vector Arena                                  |
| 19 de Maio de 2009[j]   | Brisbane         | Austrália      | Entertainment Centre                          |
| 21 de Maio de 2009[j]   | Newcastle        | Austrália      | Entertainment Centre                          |
| 22 de Maio de 2009[j]   | Sydney           | Austrália      | Acer Arena                                    |
| 23 de Maio de 2009[j]   | Sydney           | Austrália      | Acer Arena                                    |
| 25 de Maio de 2009[k]   | Sydney           | Austrália      | Paddington Chapel Grounds                     |
| 26 de Maio de 2009[j]   | Melbourne        | Austrália      | Rod Laver Arena                               |
| 27 de Maio de 2009[j]   | Melbourne        | Austrália      | Rod Laver Arena                               |
| 28 de Maio de 2009[j]   | Adelaide         | Austrália      | Entertainment Centre                          |
| 30 de Maio de 2009[j]   | Perth            | Austrália      | Burswood Dome                                 |
| Ásia                    |                  |                |                                               |
| 8 de junho de 2009      | Tóquio           | Japão          | SHIBUYA-AX                                    |
| 14 de Junho de 2009     | Singapura        | Singapura      | The Dome on Merchant Loop                     |
| 17 de junho de 2009     | Seul             | Coreia do Sul  | Answer Nightclub                              |
| América do Norte        |                  |                |                                               |
| 19 de Junho de 2009     | Toronto          | Canadá         | Kool Haus at The Guvernment Nightclub Complex |
| Europa                  |                  |                |                                               |
| 26 de Junho de 2009[l]  | Glastonbury      | Reino Unido    | Worthy Farm Concert Grounds                   |
| 29 de Junho de 2009     | Manchester       | Reino Unido    | Manchester Academy Hall                       |
| 1 de Julho de 2009[m]   | Cork             | Irlanda        | The Marquee Forum                             |
| 3 de Julho de 2009[n]   | Werchter         | Bélgica        | Werchter Festival Grounds                     |
| 4 de Julho de 2009[o]   | Londres          | Reino Unido    | Estádio de Wembley                            |
| 4 de Julho de 2009      | Londres          | Reino Unido    | Heaven Nightclub                              |
| 5 de Julho de 2009[o]   | Londres          | Reino Unido    | Estádio de Wembley                            |
| 8 de Julho de 2009[p]   | Floriana         | Malta          | Fuq il-Fosos Site                             |
| 9 de Julho de 2009      | Paris            | França         | L'Olympia                                     |
| 11 de Julho de 2009[q]  | Kinross          | Reino Unido    | Balado Airfield                               |
| 12 de Julho de 2009[r]  | Naas             | Irlanda        | Hipódromo de Punchestown                      |
| 13 de Julho de 2009[s]  | Manchester       | Reino Unido    | Manchester Apollo Hall                        |
| 14 de Junho de 2009     | Londres          | Reino Unido    | O2 Academy Brixton Hall                       |
| 16 de Julho de 2009     | Munique          | Alemanha       | Zenith Halle München                          |
| 17 de Julho de 2009     | Colônia          | Alemanha       | The Forum at Palladium                        |
| 18 de Julho de 2009     | Berlim           | Alemanha       | Columbiahalle                                 |
| 20 de Julho de 2009     | Amsterdã         | Países Baixos  | Melkweg Music Venue                           |
| 21 de Julho de 2009     | Zurique          | Suíça          | Maag Events Hall                              |
| 22 de Julho de 2009     | Viena            | Áustria        | Gasometer Halle                               |
| 24 de Julho de 2009     | Ibiza            | Espanha        | Eden at WonderLand Nightclub                  |
| 25 de Julho de 2009     | Amsterdã         | Países Baixos  | PARADISO Concert Theatre                      |
| 26 de Julho de 2009     | Hamburgo         | Alemanha       | Stadtpark Freilichtbühne Grounds              |
| 28 de Julho de 2009     | Helsinque        | Finlândia      | Kulttuuritalo Concert Hall                    |
| 30 de Julho de 2009     | Oslo             | Noruega        | Sentrum Scene Music Venue                     |
| 31 de Julho de 2009     | Copenhagen       | Dinamarca      | KB Hallen Arena                               |
| 1 de Agosto de 2009     | Östersund        | Suécia         | Storsjöyran Festligterräng Festival Site      |
| 2 de Agosto de 2009     | Estocolmo        | Suécia         | Stora Scen Hall at Gröna Lund                 |
| Ásia                    |                  |                |                                               |
| 7 de Agosto de 2009[t]  | Osaka            | Japan          | Maishima Sports Island Hall                   |
| 8 de Agosto de 2009[t]  | Chiba            | Japan          | Makuhari Messe Convention Center              |
| 9 de Agosto de 2009     | Seul             | Coreia do Sul  | Olympic Hall                                  |
| 11 de Agosto de 2009    | Quezon           | Filipinas      | Araneta Coliseum                              |
| 12 de Agosto de 2009    | Singapura        | Singapura      | Fort Canning Park Site                        |
| 15 de Agosto de 2009    | Cotai            | Macau          | Venetian Arena                                |
| 16 de Agosto de 2009[u] | Tel Aviv         | Israel         | Israel Trade Fairs & Convention Center        |
| Europa                  |                  |                |                                               |
| 22 de Agosto de 2009[v] | Blymhill         | Reino Unido    | Weston Park                                   |
| 23 de Agosto de 2009[v] | Chelmsford       | Reino Unido    | Hylands Park                                  |
| América do Norte        |                  |                |                                               |
| 28 de Setembro de 2009  | Richmond         | Estados Unidos | Landmarket Theatre                            |
| 29 de Setembro de 2009  | Washington, D.C. | Estados Unidos | DAR Constitution Hall                         |

### Cancelamentos
| Data                   | Cidade     | País        | Local                       |
| ---------------------- | ---------- | ----------- | --------------------------- |
| 27 de Junho de 2009[o] | Manchester | Reino Unido | Old Trafford Cricket Ground |
| 28 de Junho de 2009[o] | Manchester | Reino Unido | Old Trafford Cricket Ground |

#### Informação sobre vendagens (datas selecionadas)
| Local                   | Cidade        | Bilhetes vendidos / disponível | Receita Bruta |
| ----------------------- | ------------- | ------------------------------ | ------------- |
| Wiltern Theatre         | Los Angeles   | 2,700 / 2,700 (100%)           | $52,904       |
| Metropolis              | Montreal      | 2,255 / 2,255 (100%)           | $50,387       |
| Royal Oak Music Theater | Royal Oak     | 1,700 / 1,700 (100%)           | $34,000       |
| Gothic Theater          | Englewood     | 1,088 / 1,088 (100%)           | $20,000       |
| House of Blues          | San Diego     | 1,000 / 1,000 (100%)           | $18,500       |
| Exhibition Centre       | Tampa         | 1,545 / 1,560 (99%)            | $31,065       |
| Constitution Hall       | Washington DC | 3,500 / 3,500 (100%)           | $141,004      |
|                         | TOTAL         | 13,788 / 13,803 (99.8%)        | $347,862      |